# Dave Bautista
David Michael Bautista, Jr. (* 18. ledna 1969, Washington, D.C.) je americký herec a bývalý profesionální wrestler ve společnosti WWE . V ringu používal jméno Batista.

## Biografické informace
- Narozen: 18. leden 1969, Arlington, Virginie, USA
- Ring names: Batista, Dave Batista, Leviathan
- Přezdívky: Guardian of The Gates of Hell,The Animal
- Váha: 131 kg
- Výška: 193 cm
- Debut: 1997
- Trénován: Afa Anoa'i
- Člen brandu: MMA
- Finshery: Batista Bomb, Spear, Spinebuster
- Manažeři: Ric Flair, Triple H
- Ukončení kariéry: 2. června 2014 v Pondělím RAW

## Dosažené tituly
- OVW Heavyweight Championship (1krát)
- World Heavyweight Championship (4krát)
- World Tag Team Championship (3krát)
- WWE Championship (2krát)
- WWE Tag Team Championship (1krát)
- Royal Rumble (2005,2014)
- WWE Hall of Fame (2020)
- WXW Hall of Fame (2013)

## Kariéra
Batista si odbyl svůj debut v roce 1997, ale svůj první zápas ve WWE odehrál až v roce 2002 proti Kanenovi. V roce 2003 se stal Batista členem týmu Evolution společně s Randym Ortonem, Triple H a Ricem Flairem. Zahrál si „Přízrak“ v seriálu Smallville. V roce 2010 ukončil kariéru. Po 4 letech se vrátil, přesněji 20. ledna 2014 , ale pár měsíců na to WWE znovu opustil (2. června 2014).
Hrál také jednu z hlavních rolí (Draxe) ve filmu Guardians of the galaxy.

## Zakončovací chvat

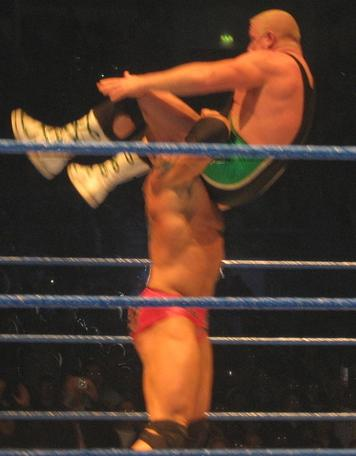
Zakončení zápasu

Batista Bomb (Sitout Powerbomb)

## Osobní život
Batista si vzal za manželku Angiu s kterou má dvě dcery a jednu z předcházejícího manželství. Batista však uvedl, že se s manželkou rozešli v Srpnu 2006, bylo to psané ve WWE Magazínu.